# 新富站 (忠清南道)
新富站（：／ Sinbu yeok */?）曾为韩国铁路安城线上的一个车站，位于忠清南道天安市东南区新富洞，已于1978年废止。

## 历史
- 1978年10月29日：开始使用[1]。
- 1978年11月26日：停用本站。